# Círculo arterial periescapular

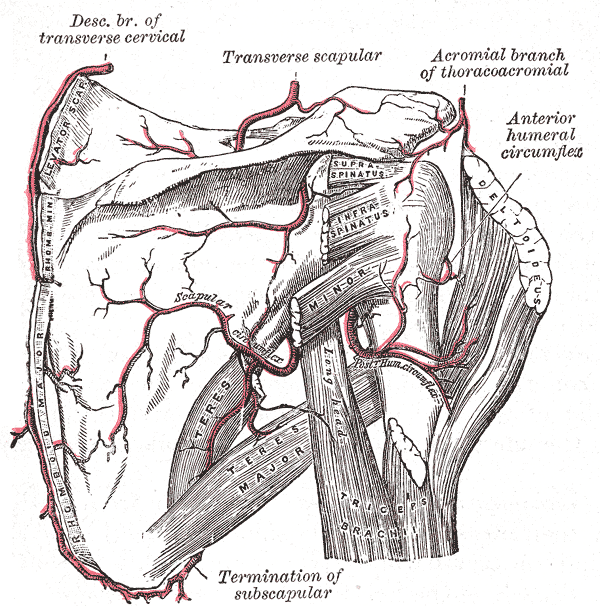
Red circular arterial periescapular.

El círculo arterial periescapular o anastomosis escapular es una anastomosis que se produce alrededor de la escápula de las distintas arterias escapulares. Este círculo une ramas de la arteria subclavia con ramas de la arteria axilar.
El círculo se compone por diferentes grupos anastomóticos:
- Unos vasos conectan entre sí las distintas arterias escapulares:

- arteria dorsal de la escápula;
- arteria supraescapular;
- arteria circunfleja escapular.
- Otros unen, atravesando los músculos intercostales externos, las ramas torácicas de las arterias torácica superior y torácica lateral, la rama pectoral de la arteria toracoacromial y la arteria toracodorsal de la arteria subescapular a las ramificaciones terminales de las arterias torácica interna e intercostales posteriores.

- Otros comunican las arterias circunflejas humerales anterior y posterior con la rama acromial de la arteria toracoacromial superiormente y con la arteria braquial profunda inferiormente.

- Datos: Q3328703